# Phaeochroops angulatus
Phaeochroops angulatus là một loài bọ cánh cứng trong họ Hybosoridae. Loài này được Benderitter miêu tả khoa học năm 1923.